# 8379 Straczynski
8379 Straczynski este un asteroid din centura principală de asteroizi.

## Descriere
8379 Straczynski este un asteroid din centura principală de asteroizi. A fost descoperit pe 27 septembrie 1992 la Kitt Peak National Observatory în cadrul proiectului Spacewatch. El prezintă o orbită caracterizată de o semiaxă mare de 2,64 ua, o excentricitate de 0,19 și o înclinație de 10,3° în raport cu ecliptica.